# Blanqueo (horticultura)

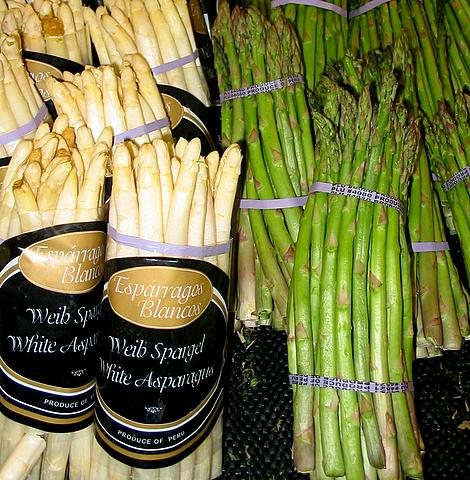
Espárrago blanco y verde.

El blanqueo es una técnica utilizada en el cultivo de hortalizas. Los brotes jóvenes de una planta se cubren para excluir la luz y evitar la fotosíntesis y la producción de clorofila, y así permanecer de color pálido. Los diferentes métodos utilizados incluyen cubrir con tierra (aporque o puesta a tierra) o con materiales sólidos como tablas o macetas de terracota, o cultivar el cultivo en interiores en condiciones de oscuridad. Los vegetales blanqueados generalmente tienden a tener un sabor y una textura más delicados en comparación con los que no se blanquean, pero el blanqueado también puede hacer que los vegetales tengan menos vitamina A.

## Ejemplos de blanqueado de verduras
Entre las verduras que generalmente se blanquean se incluyen:
- Cardo
- Apio
- Achicoria (Chicorium intybus), o achicoria común, en los Estados Unidos también llamada 'escarola' (el nombre común de Chicorium endivia).[8] Muchas variedades no necesitan blanqueado artificial porque las hojas exteriores protegen suficientemente a las interiores de la luz, como las del tipo pan de azúcar, o porque se aprecian tanto su color natural como su amargor, como la achicoria cuyo color rojo depende de la duración de la exposición. Los cultivares que requieren blanqueado pueden necesitar "forzar" el crecimiento mediante la exposición (controlada) de la corona. Este es el caso de la endibia belga (aunque es una achicoria), también conocida por sus nombres en francés, chicon y holandés, witlof.[9][10][11][12]
- Good King Henry (Blitum bonus-henricus)
- Puerro
- Papa
- Col rizada (Crambe maritima)

Las verduras que a veces se blanquean incluyen:
- Alexanders
- Espárragos, producen tallos que se pueden consumir naturalmente verdes, mientras son jóvenes. El blanqueo de los cultivares mediante aporque produce un manjar blanco.
- Repollo
- Diente de león
- Escarola[4]
- Lechuga
- Lovage
- Ruibarbo